# Dolmen von Peyrelevade (Septfonds)

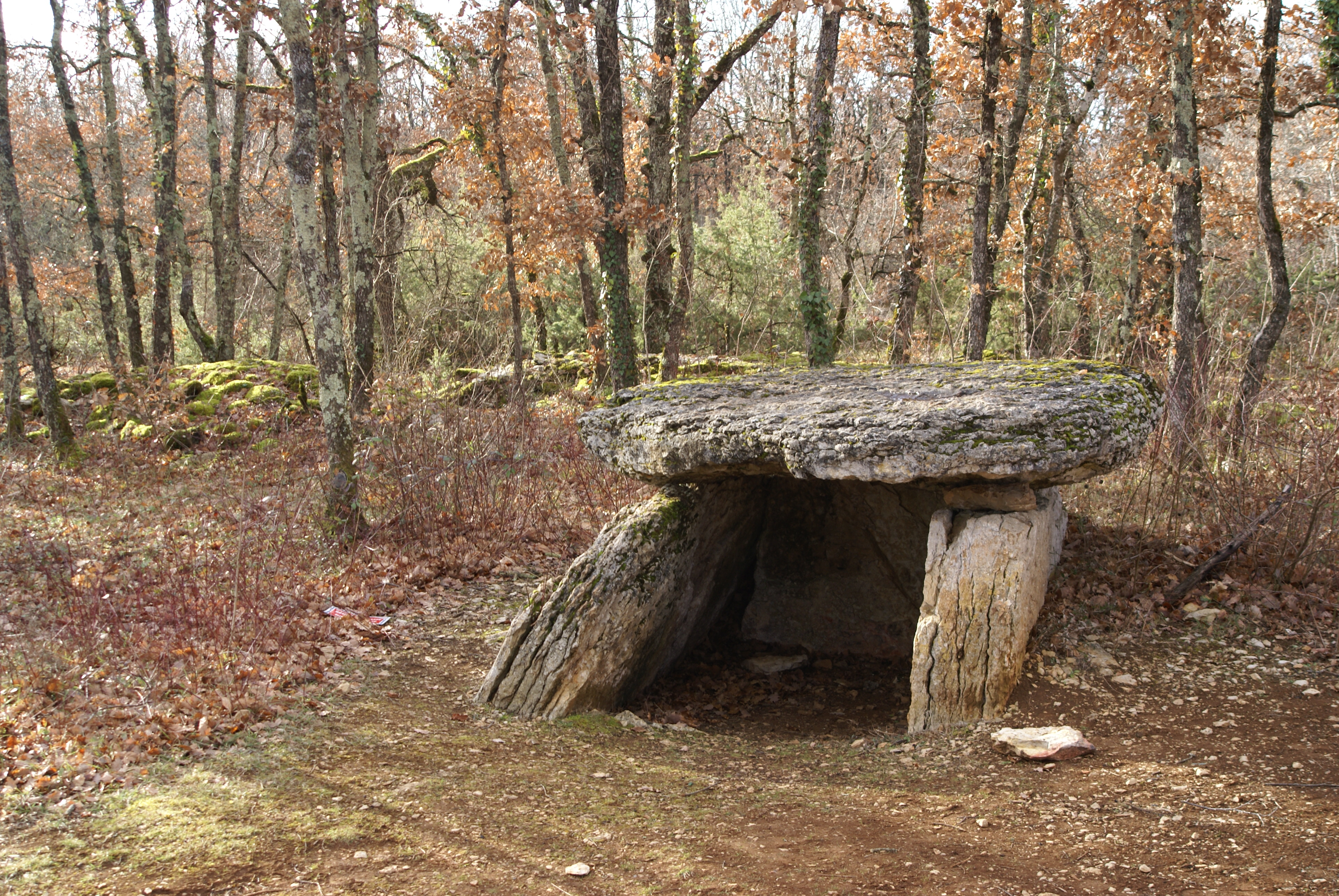
Dolmen von Finelle-Haut

Der Dolmen von Peyrelevade (auch Dolmen 2 von Septfonds genannt) liegt an der Straße Chemin des Dolmens westlich von Septfonds bei Caussade im Département Tarn-et-Garonne in Frankreich. Dolmen ist in Frankreich der Oberbegriff für neolithische Megalithanlagen aller Art (siehe: Französische Nomenklatur).
Der Dolmen liegt immer noch in seinem Cairn von etwa 15,0 m Durchmesser aus losen Steinen. Der etwa 5,0 × 4,0 m große Deckstein liegt auf einer Kammer mit einer Länge von etwa 4,0 m und einer Breite von 2,0 m, die aus den üblichen beiden großen Seitenplatten und dem Endstein besteht. Diese befinden sich jedoch unter der Erdoberfläche. Die Kammer öffnet sich nach Osten.

## Kontext
Die meisten der 15 Dolmen von Septfonds befinden sich auf der Hochebene von Oardennes, in der Nähe von Finelle (7) und Bartalbenque (6) wegen des Anstehens großer Kalksteinplatten für ihre Konstruktion. Die Dolmen von Septfonds gehören zur Gruppe der etwa 800 Dolmen im Quercy.
In der Nähe liegen der Dolmen von Finelle-Haut (Dolmen 7 von Septfonds), der Dolmen de Caux-Vieilles (Dolmen 4 von Septfonds) und das Tombe du Géant. Ausgegangen ist der Causse-Bas Dolmen (Dolmen 3 von Septfonds).